# 小行星6178
小行星6178（英語：6178）是一颗围绕太阳公转的小行星。1986年2月16日，鬼沢稔在静冈市发现了此天体。
这颗小行星的绝对星等为127.3577852058132等。